# Minnigerode-Haus

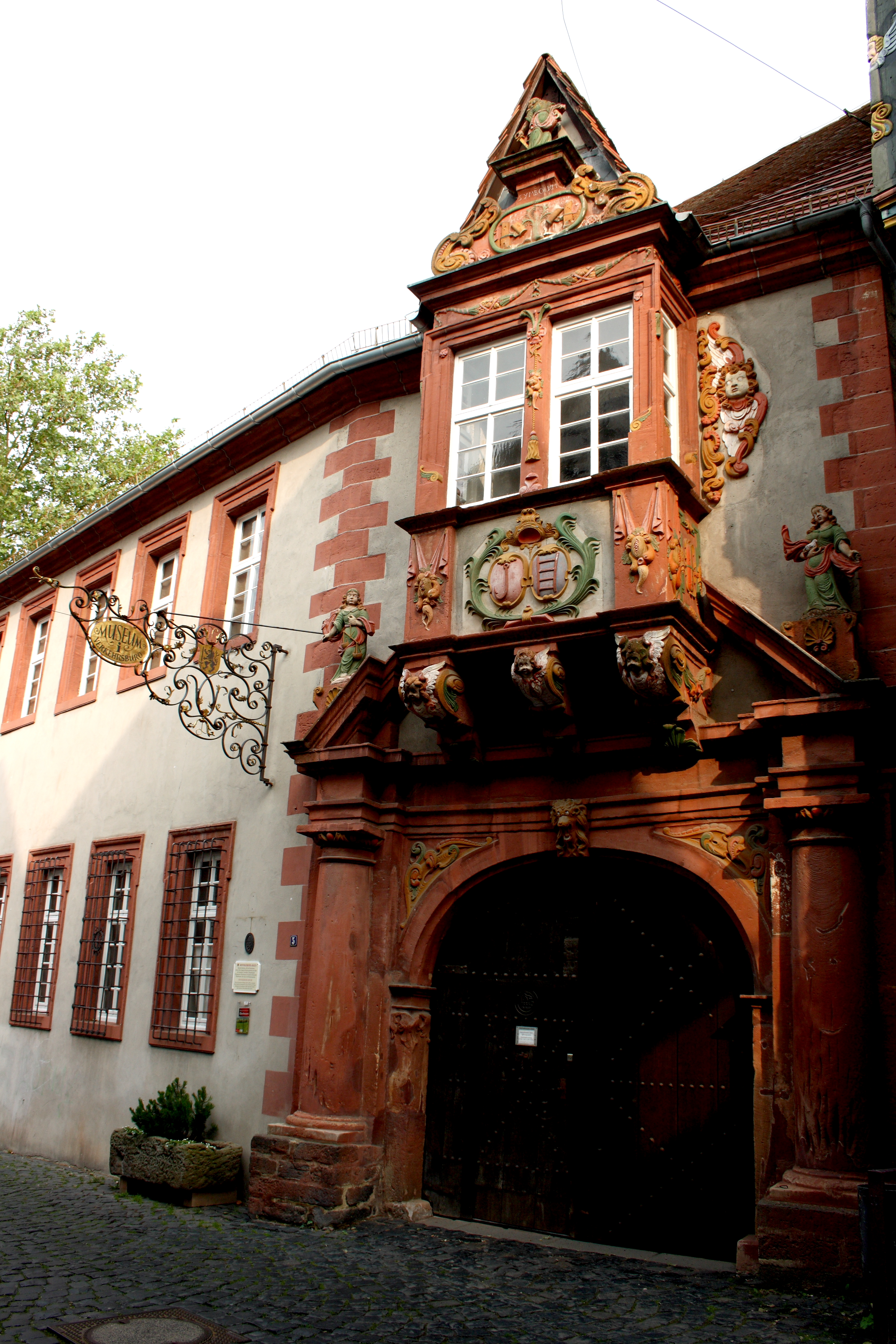
Minnigerode-Haus

Das Minnigerode-Haus in Alsfeld, einer Stadt im Vogelsbergkreis in Hessen, wurde ab 1687 errichtet. Das Gebäude in der Rittergasse 5 ist ein geschütztes Kulturdenkmal und beherbergt heute das Stadtmuseum.

## Beschreibung
Der Bauherr des Hauses war der Oberforstmeister Johann Ludwig von Minnigerode, der die dort befindliche Bebauung abreißen und den sogenannten Forsthof erbauen ließ.
Das Gebäude erhebt sich über einem hakenförmigen Grundriss. Die massive Eingangsseite besitzt gequaderte Ecken. Das Haus mit sieben Fensterachsen besticht durch sein spektakuläres steinernes Portal mit einem gesprengten Architrav und aufgesetztem Giebel, der von Tugenddarstellungen bekrönt wird. Zwischen den Konsolen steht unter anderem das Leitwort der Familie: „premor sed non opprimor“ (lat.: Ich werde bedrängt, jedoch nicht überwältigt).